# واش
واش  قرية سوريّة تتبع إداريّاً لمحافظة حلب منطقة أعزاز ناحية أخترين، بلغ تعداد سكانها 810 نسمة حسب التعداد السكاني لعام 2004.